# Округ Ачисон (Мисури)
Округ Ачисон (енгл. Atchison County) је округ у америчкој савезној држави Мисури.

## Демографија
По попису из 2010. године број становника је 5.685, што је 745 (-11,6%) становника мање него 2000. године.
| Група             | 2000.         | 2010.         |
| Белци             | 6.211 (96,6%) | 5.556 (97,7%) |
| Афроамериканци    | 132 (2,1%)    | 17 (0,3%)     |
| Азијати           | 9 (0,1%)      | 9 (0,2%)      |
| Хиспаноамериканци | 43 (0,7%)     | 55 (1,0%)     |
| Укупно            | 6.430         | 5.685         |